# Zagorica pri Čatežu
Zagorica pri Čatežu – wieś w Słowenii, w gminie Trebnje. W 2018 roku liczyła 33 mieszkańców.